# Sant Fruitós de Bages
Sant Fruitós de Bages település Spanyolországban, Barcelona tartományban. Lakosainak száma 9248 fő (2024).

## Földrajza
Sant Fruitós de Bages Sallent, Navarcles, Talamanca, El Pont de Vilomara i Rocafort, Manresa, Sant Joan de Vilatorrada és Santpedor községekkel határos.

## Népesség
A település lakosságának változását az alábbi diagram mutatja:
| Lakosok száma | 310  | 1438 | 1920 | 2196 | 4643 | 6696 | 7961 | 8243 | 8703 | 9248 |
|               | 1717 | 1887 | 1936 | 1960 | 1986 | 2004 | 2009 | 2014 | 2019 | 2024 |